# Ordini, decorazioni e medaglie della Costa d'Avorio

## Ordini
| Nastro | Onorificenza                                                       |
| ------ | ------------------------------------------------------------------ |
|        | Cavaliere di gran croce dell'Ordine nazionale della Costa d'Avorio |
|        | Grand'ufficiale dell'Ordine nazionale della Costa d'Avorio         |
|        | Commendatore dell'Ordine nazionale della Costa d'Avorio            |
|        | Ufficiale dell'Ordine nazionale della Costa d'Avorio               |
|        | Cavaliere dell'Ordine nazionale della Costa d'Avorio               |
|        | Cavaliere di gran croce dell'Ordine al Merito Ivoriano             |
|        | Grand'ufficiale dell'Ordine al Merito Ivoriano                     |
|        | Commendatore dell'Ordine al Merito Ivoriano                        |
|        | Ufficiale dell'Ordine al Merito Ivoriano                           |
|        | Cavaliere dell'Ordine al Merito Ivoriano                           |
|        | Commendatore dell'Ordine al Merito della Pubblica Istruzione       |
|        | Ufficiale dell'Ordine al Merito della Pubblica Istruzione          |
|        | Cavaliere dell'Ordine al Merito della Pubblica Istruzione          |
|        | Commendatore dell'Ordine della Salute Pubblica                     |
|        | Ufficiale dell'Ordine della Salute Pubblica                        |
|        | Cavaliere dell'Ordine della Salute Pubblica                        |
|        | Commendatore dell'Ordine al Merito Agricolo                        |
|        | Ufficiale dell'Ordine al Merito Agricolo                           |
|        | Cavaliere dell'Ordine al Merito Agricolo                           |
|        | Commendatore dell'Ordine al Merito Sportivo                        |
|        | Ufficiale dell'Ordine al Merito Sportivo                           |
|        | Cavaliere dell'Ordine al Merito Sportivo                           |
|        | Commendatore dell'Ordine al Merito delle Poste e Telecomunicazioni |
|        | Ufficiale dell'Ordine al Merito delle Poste e Telecomunicazioni    |
|        | Cavaliere dell'Ordine al Merito delle Poste e Telecomunicazioni    |
|        | Commendatore dell'Ordine al Merito Culturale                       |
|        | Ufficiale dell'Ordine al Merito Culturale                          |
|        | Cavaliere dell'Ordine al Merito Culturale                          |
|        | Commendatore dell'Ordine al Merito delle Miniere                   |
|        | Ufficiale dell'Ordine al Merito delle Miniere                      |
|        | Cavaliere dell'Ordine al Merito delle Miniere                      |
|        | Ordine al merito marittimo                                         |
|        | Ordine al merito marittimo                                         |
|        | Ordine al merito marittimo                                         |
|        | Commendatore dell'Ordine al merito della pubblica amministrazione  |
|        | Ufficiale dell'Ordine al merito della pubblica amministrazione     |
|        | Cavaliere dell'Ordine al merito della pubblica amministrazione     |
|        | Commendatore dell'Ordine al merito della solidarietà               |
|        | Ufficiale dell'Ordine al merito della solidarietà                  |
|        | Cavaliere dell'Ordine al merito della solidarietà                  |

## Medaglie
| Nastro | Onorificenza                                      |
| ------ | ------------------------------------------------- |
|        | Medaglia al merito nazionale                      |
|        | Medaglia del lavoro di I classe                   |
|        | Medaglia del lavoro di II classe                  |
|        | Medaglia del lavoro di III classe                 |
|        | Medaglia d'onore della polizia con palma          |
|        | Medaglia d'onore della polizia                    |
|        | Medaglia d'onore delle dogane di I classe         |
|        | Medaglia d'onore delle dogane di II classe        |
|        | Medaglia d'onore delle dogane                     |
|        | Medaglia per il salvataggio di una vita d'oro     |
|        | Medaglia per il salvataggio di una vita d'argento |
|        | Medaglia per il salvataggio di una vita di bronzo |
|        | Medaglia per il salvataggio di una vita           |
|        | Medaglia delle forze armate                       |